# Корпус военной разведки Армии США

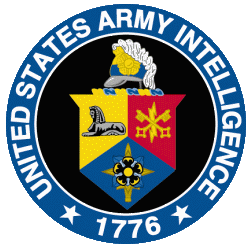
Печать разведотдела G-2

Корпус военной разведки Армии США (англ. Military Intelligence Corps) — род войск Армии США, задачей которого является обеспечение сухопутных войск США своевременными, актуальными и точными разведданными, радиоэлектронная поддержка действий на тактическом, оперативном и стратегическом уровнях, а также выполнение специальных операций. В соответствии с законом № 12333 от 4 декабря 1981 г. «О разведывательной деятельности Соединённых Штатов» входит в состав разведывательного сообщества США. Возглавляется первым заместителем главкома СВ США (G-2), который одновременно находится в оперативном подчинении у начальника Разведывательного управления Министерства обороны США.

## Структура органов военной разведки Армии США
В настоящее время органы военной разведки Армии США включают в себя:
- Командование разведки и безопасности, расквартированное на территории Форт-Бельвор (Виргиния)
- Разведывательный центр, расквартированный на территории Форт-Хуачука (Аризона)
- Разведотделы (G2) в штабах СВ США всех уровней
- Учебный центр, расквартированный на территории «Форт-Хуачука» (Аризона)

На территории Разведывательного центра Армии США («Форт-Хуачука» (Аризона)) находятся также Музей истории и Зал славы военной разведки .
Армейский корпус, географические командования Армии США имеют в своём составе бригаду военной разведки (Military Intelligence Brigade), а бригада — батальон (эскадрон) военной разведки. Они представляют собой специализированные оперативно-информационные органы военной разведки, которые действуют независимо от подразделений и частей войсковой разведки, также имеющихся в составе частей и соединений сухопутных войск.

## История формирования органов военной разведки Армии США
Первые органы войсковой разведки федеральной армии (Сухопутных войск США) были сформированы в 1885 г. Деятельность разведорганов сухопутных войск, в той или иной форме существовавших в ВС США со времен Американской революции была значительно активизировалась и выросла по своим масштабам во время Гражданской войны.

### Информационный отдел штаба Армии США
Первый самостоятельный орган военной разведки был сформирован в составе Армии (СВ) США в 1885 году и получил название Информационного отдела СВ США (англ. Military Infomation Division), организационно входивший в состав штаба генерал-адъютанта (заместителя главкома) сухопутных войск. Аппарат информационного отдела (ИО) первоначально состоял из начальника ИО в чине майора СВ США (майор У. Волкмар) и вольнонаемного гражданского сотрудника. В функциональные обязанности вновь образованного ИО СВ США входили в первую очередь сбор и систематизация данных о ВС иностранных государств путём изучения открытых источников (зарубежных газетных сообщений и материалов), поступавших в ИО в основном из Государственного департамента США и других государственных служб.
В 1889 году в рамках ИО СВ США для удовлетворения расширенной потребности в информации о вооруженных силах других государств был сформирован заграничный аппарат военных атташе, сотрудники которого были командированы посольства США в столицах крупнейших мировых держав. В обязанности военных атташе входил сбор военно-дипломатической информации о стране пребывания и о военном потенциале всех видов её вооруженных сил (не только Сухопутных войск) как открытыми, так и агентурными способами. К началу испано-американской войны в 1898 году ИО СВ обладал достаточно профессиональным зарубежным и аналитическим аппаратом и мог действовать в качестве полноценной разведывательной службы. Следует отметить, что разведывательная работа ВМС велась самостоятельно по каналам Разведывательного отдела ВМС США через независимый аппарат военно-морских атташе.

### Разведывательный отдел Главного штаба Армии США
После создания в 1903 году Главного штаба СВ США ИО СВ вошёл в его состав в качестве 2-го (разведывательного) отдела, в связи с чем по традиции РУ СВ США и разведотделам при штабах СВ США присваивается порядковый номер «2» (G-2).. После вступления США в Первую мировую войну в 1917 г. в связи с необходимостью ведения масштабной разведработы на Европейском ТВД в интересах экспедиционных войск ИО Главного штаба СВ был расширен и переформирован в самостоятельный Разведывательный отдел (РО) СВ США (англ. Military Intelligence Division, MID). Главой РО СВ США был назначен майор СВ США У. ван Деман. В период между мировыми войнами штат РО СВ был значительно сокращён, и отдел занимался главным образом военно-топографической деятельностью, анализом данных аэрофоторазведки, а также контрразведывательным обеспечением СВ США.

### Служба военной разведки Армии США
После вступления США во Вторую мировую войну в 1942 г. Разведывательный отдел СВ был реорганизован в Службу военной разведки СВ США (Military Intelligence Service, MIS). Штат службы был расширен до 342 офицеров и 1 тыс. чел. рядового состава и вольнонаемных гражданских служащих.
Организационная структура Службы военной разведки СВ США включала следующие подразделения:
- Административное управление
- Разведывательное управление
- Контрразведывательное управление
- Оперативно-плановое управление

В том же 1942 г. в состав СВР СВ США был дополнительно включено управление радиоэлектронной разведки (РЭР) СВ США. 1 января 1942 года Корпус разведывательной полиции (Corps of Intelligence Police), основанный во время Первой мировой войны, был выделен из состава Службы военной разведки, был переименован в Корпус контрразведки (Counter Intelligence Corps) Армии США.
Сразу после войны управление РЭР СВР СВ было реорганизовано в Агентство безопасности СВ США (United States Army Security Agency), на базе которого, в свою очередь, в 1952 г. было создано единое Агентство национальной безопасности (АНБ) всех видов вооружённых сил МО США.
Создание ЦРУ США в 1947 г., а также преобразование армейской авиации (АА) СВ США в отдельный вид вооружённых сил США — ВВС США — привело к тому, что разведка СВ США стала утрачивать позиции основной разведслужбы вооружённых сил. Функции Корпуса военной разведки СВ были также значительно сокращены после создания в 1961 г. центральной разведывательной службы ВС США — Разведывательного управления Министерства обороны США (РУМО), которое взяло на себя все основные функции по ведению военной и военно-политической разведки за рубежом.

### Командование разведки и безопасности Армии США
В июле 1967 было предприняты новые меры по объединению ряда подразделений разведки и безопасности СВ США. В 1977 г. Агентство безопасности СВ США (Army Security Agency) и Агентство разведки СВ США (Army Intelligence Agency) были слиты в Командование разведки и безопасности СВ США.

## Командование разведки и безопасности Армии США
Командование разведки и безопасности Армии США (INSCOM) является одним из функциональных управлений Министерства Армии США Министерства обороны США, отвечающим за организацию и ведение в интересах Сухопутных войск США и оперативных соединений СВ США на региональных мировых ТВД разведывательной деятельности от тактического до оперативного уровня, а также за военную контрразведку в частях СВ США и охрану объектов и воинских частей Сухопутных войск. Основные органы командования расквартированы на территории Форт-Бельвор" (Виргиния).
Командование разведки и безопасности Армии США по своим функциональным обязанностям подразделяется на несколько внутренних подразделений: подразделения и части военной разведки Сухопутных войск, подразделения и части военной контрразведки, подразделения и части радиотехнической разведки (РТР), входящие на правах профильных управлений и отделов в состав Агентства национальной безопасности Министерства обороны США.. Общий бюджет РУ СВ США в 2008 г. оценивался примерно в 6 млрд долл. США.

## Корпус военной разведки Армии США
Все полевые части военной разведки Сухопутных войск США, подчиненные РУ СВ США сведены в т. н. Корпус военной разведки СВ США (ок. 20 тыс. чел. л/с). Части управления и штаб Корпуса военной разведки СВ США расквартированы на территории «Форт-Хуачука» (Аризона), где в 1971 г. сформирован Главный разведывательный центр (РЦ) СВ США. По штатной структуре командования СВ США Корпус военной разведки считается отдельной воинской частью (а не соединением), формально приравненным к отдельному полку по т. н. полковой структуре СВ США.

### Структура Корпуса военной разведки Армии США
Основными подразделениями являются:
- Канцелярия заместителя начальника штаба по разведке (Office of the Deputy Chief of Staff, Intelligence (G-2)) — как главный офицер разведки сухопутных войск (СВ), обязанности заместителя начальника штаба по разведке включают формулирование политики, планирование, программирование, составление бюджета, управление, надзор за персоналом, оценку и надзор за разведывательной деятельностью, а также общую координацию основных разведывательных направлений.
- Командование разведки и безопасности (U.S. Army Intelligence and Security Command (INSCOM) ) — главное разведывательное управление СВ.
- Командование боевой готовности военной разведки (Military Intelligence Readiness Command (MIRC)) — разведывательное командование Резерва СВ США.
- Разведывательный центр (United States Army Intelligence Center (USAICoE)) — школа профессиональной подготовки сотрудников военной разведки СВ.

Основными разведывательными частями военной разведки СВ США на оперативно-тактическом уровне (уровне географического командования/армейского корпуса) являются экспедиционные бригады военной разведки (до 2014 — «бригады разведки поля боя» (Battlefield surveillance brigade)). Основной задачей экспедиционных бригад военной разведки СВ США является сбор информации о силах и средствах противника в районе ответственности группировки, картографирование позиций противника и предоставление командованию соединения полной информации о противостоящих в районе ответственности силах.
Личный состав экспедиционных бригад военной разведки ведет рекогносцировку района ответственности группировки (соединения) Сухопутных войск при помощи как технических (радиотехнических средств и средств РЭР, видовой фото- и видеоразведки при помощи БПЛА), так и агентурных средств (вербовки агентуры из местного населения, опросов пленных и т. п.) средств, а также путём патрулирования местности в зоне ответственности и взаимодействия с находящимися в районе ответственности частями специальной разведки СпН СВ.
В составе Корпуса военной разведки СВ США сформированы три экспедиционные бригады военной разведки:
- 201-я экспедиционная бригада военной разведки (Льюис — Маккорд (штат Вашингтон))
- 504-я экспедиционная бригада военной разведки (Форт-Худ (штат Техас))
- 525-я экспедиционная бригада военной разведки (Форт-Брэгг" (штат Северная Каролина))

ОШС бригады разведки поля боя (до переформирования в 2014 в «экспедиционные бригады военной разведки») включала в себя:
- штаб и штабную роту управления бригады
- батальон специальных войск
- 2 батальона военной разведки
- батальон разведки и наблюдения
- роту связи
- роту МТО